# 小溪塔街道
小溪塔街道，是中华人民共和国湖北省宜昌市夷陵区下辖的一个乡级行政单位。2020年7月，西陵区“三村一社区”（南津关村、前坪村、龙泉山村、南津关社区）划归夷陵区小溪塔街道管辖。

## 行政区划
小溪塔街道下辖以下地区：
冯家湾社区、兴安社区、东湖社区、东城社区、平湖社区、营盘社区、丁家坝社区、望江社区、谭家榜社区、廖家林村、新桥边村、官庄村、柏木坪村、仓屋榜村、岩花村、姜家庙村、梅子垭村、文仙洞村、新合村和郭家湾村。